# 259

## Události
- Římská pevnost u Wiesbadenu byla dobyta Alamany
- Frankové po proniknutí na území Římské říše postoupili až k španělskému městu Tarragona
- 22. červenec – Dionysius byl po téměř roce od smrti svého předchůdce zvolen papežem, v pořadí 25. (kvůli celostátnímu pronásledování křesťanů nebylo možné volbu provést dříve)

#### Probíhající události
- 249–262: Cypriánův mor

## Úmrtí
- Fructuosus, křesťanský biskup, světec, mučedník

## Hlavy států
- Papež – Dionýsius (259–268)
- Římská říše – Valerianus (253–260) + Gallienus (253–268) + Saloninus (258–260)
- Perská říše – Šápúr I. (240/241–271/272)
- Kušánská říše – Vášiška (247–267)
- Arménie – Artavazd VI. (252–283)
- Kavkazská Iberie – Mirdat II. Iberský (249–265)

Indie:
- Guptovská říše – Maharádža Šrí Gupta (240–280)
- Západní kšatrapové – Rudrasen II (256–278)